# Aniss El Hamouri
Aniss El Hamouri, né le 9 juin 1989 à Témara (Maroc), est un illustrateur, auteur de bande dessinée et de romans graphiques belgo-marocain. Il a utilisé le pseudonyme de K-rooten.

## Biographie
Aniss El Hamouri naît le 9 juin 1989 à Témara au Maroc,,. Il est issu d’un père marocain et d’une mère belge.
Il grandit auprès de son frère aîné jusqu'à l'âge de 18 ans au Maroc, où il obtient son baccalauréat en arts plastiques. Il s’installe en Belgique en 2007 et il passe une année à l'École de commerce Solvay.
Il change d'orientation et il poursuit sa formation à l'École supérieure des arts Saint-Luc de Liège dans la section bande dessinée où il a pour professeur Francesco Defourny. Il obtient le diplôme de bachelier en bande dessinée, puis un master en illustration à l’Académie royale des beaux-arts de Liège.
Il est fortement influencé par Benjamin Adam et Bianca Bagnarelli (en).
Depuis, il publie continuellement dans toutes sortes de publications (en ligne) et est également éditeur de micro-publications avec son label Phobia Presse.
Il est lauréat d'une bourse découverte de la Fédération Wallonie-Bruxelles en 2014.
À l'occasion du festival d'Angoulême 2015, il participe au collectif Sweet 15 aux éditions L'Employé du Moi.
Il part vivre à Bologne. Il publie son premier album de bande dessinée Lâchez les chiens en italien : [« Sguinzagliate I Cani »] au tirage de 500 exemplaires publié par l'éditeur italien Delebile en 2016,.
On lui doit les ouvrages d’anthologies Du sel sur mes plaies, un recueil de 5 histoires courtes et cruelles (Phobia Presse, 2013) (Brumeville, 2017) et Lâchez les chiens, ou le fanzine Elle.
En 2017, il cofonde la structure de micro-édition Brumeville avec ses acolytes Thomas Vermeire et Docteur Lunet. Il sort la même année Comme un frisson dans la collection « Soudain » aux éditions Vide Cocagne,,. Selon Salvatore Di Bennardo : « Son travail se caractérise par un trait foisonnant, sec et nerveux et par des histoires tantôt sombres et désespérées, tantôt douces et amers. Le genre d’histoires dont on ne sort pas émotionnellement indemne. »
En 2018, il est lauréat du prix Prix Révélation ADAGP du festival Quai des Bulles pour Comme un frisson, à Saint-Malo.
Il est lauréat d'une bourse d’aide au projet de la Fédération Wallonie-Bruxelles - Bourse en 2019. Il sort la même année John Carpenter's The thing : une autofiction intrusive basée sur le film de John Carpenter : The Thing qui relate l'évocation de la bi-nationalité de l’auteur et des malaises qu’elle engendre,, aux éditions L'Appât — un atelier de sérigraphie à Bruxelles. Il illustre le texte de la romancière Marie Colot dans le 9e épisode de Esprits libres de la SCAM en 2020.
Il sort le premier volet de la trilogie de dark fantasy Ils brûlent intitulé Cendre et rivière publié par les éditions 6 Pieds sous terre en 2022. Cet ouvrage fait partie de la sélection Prix du Public France Télévisions au Festival d'Angoulême 2023. Il conte l’histoire de Georg, Ongle, et Pluie, trois personnages qui fuient un monde médiéval qui les taraudent, car Ongle et Pluie sont accusées d’être des sorcières.
Il réalise le court récit Fatima pour le no 194 d'avril-mai 2024 de Manière de voir.
L'artiste expose ses œuvres lors de l'exposition collective Coup d’œil sur la BD alternative au festival L’Expérience BD de Bruxelles en 2020 et à l'occasion du 30e anniversaire de la maison d'édition 6 Pieds sous terre à Montpellier en 2022. Il participe également à l'exposition collective autour du monde de la sorcellerie et de l'ésotérisme organisée par BD à Bastia en 2024.

### Vie privée
Il vit et travaille à Bruxelles en 2022.

## Œuvre

### Publications

#### Romans graphiques
- Comme un frisson[23],[24],[25], Vide Cocagne, coll. « Soudain », Nantes, 22 septembre 2017
Scénario et dessin : Aniss El Hamouri - Couleurs : bichromie -  (ISBN 979-10-90425-79-8),Réédition 6 Pieds sous terre, coll. « Monotrème », 2023.  (ISBN 978-2-352-12173-2)
- John Carpenter's The thing : une autofiction intrusive basée sur le film[26],[13], L'Appât, Bruxelles, 2019
Scénario et dessin : Aniss El Hamouri

#### Ils brûlent
- 1. Cendre et rivière[16],[27],[28], 6 Pieds sous terre, Montpellier, 20 octobre 2022
Scénario et dessin : Aniss El Hamouri - Couleurs : bichromie -  (ISBN 978-2-352-12178-7)

#### Collectifs
- Sweet 15[7], L'Employé du Moi, Bruxelles, janvier 2015
Scénario : collectif - Dessin : collectif dont Aniss El Hamouri - Couleurs : quadrichromie -  (ISBN 978-2-390040-06-4)Noté première édition, broché en 13,5 × 14 cm. Distribué au festival d'Angoulême 2015 puis en librairie à l'occasion du 15e anniversaire de la maison d'édition.
- Reporté.e.s[29], La Cinquième Couche / Théâtre des Doms, Bruxelles, 11 juin 2021
Scénario : collectif - Dessin : collectif dont Aniss El Hamouri - Couleurs : quadrichromie -  (ISBN 978-2-390-08074-9),En période de Covid, le théâtre des Doms imagine des rencontres entre les artistes dont il a programmé le spectacle dans le cadre du Festival d'Avignon et des auteurs graphiques.

## Prix et récompenses
- 2018 :  prix Révélation ADAGP du festival Quai des Bulles, à Saint-Malo pour Comme un frisson[5].

#### Livres
: document utilisé comme source pour la rédaction de cet article.
- Thierry Bellefroid et Jean-Marie Derscheid, « El Hamouri Aniss Dessinateur - Scénariste », dans 77 auteurs de bande dessinée en Wallonie et à Bruxelles, Bruxelles, Wallonie-Bruxelles International, 2017, 128 p., ill. ; 26 cm (ISBN 2-930071-83-4, lire en ligne), p. 50
- Philippe Mellot, Michel Denni, Laurent Turpin et Isabelle Morzadec, Trésors de la bande dessinée : BDM 2023-2024 - Catalogue encyclopédique et Argus, Paris, Les Arènes, novembre 2022, 23e éd., 1677 p., ill. ; 23 cm (ISBN 9791037507280, OCLC 1351462460, présentation en ligne), p. 318. .

#### Interviews
- Aniss El Hamouri (interviewé par Adrien Corbeel), « Comme un frisson : Rencontre avec Aniss El Hamouri », Karoo,‎ 30 octobre 2017 (lire en ligne, consulté le 17 mai 2024).
- Aniss El Hamouri (interviewé), « Interview Aniss El Hamouri », Quai des Bulles,‎ 24 avril 2019 (lire en ligne, consulté le 17 mai 2024).
- Aniss El Hamouri (interviewé par Marlène Agius), « Interview : Aniss El Hamouri : « "Ils Brûlent" est une réflexion sur la marginalité », ActuaBD,‎ 15 octobre 2022 (lire en ligne, consulté le 17 mai 2024).

### Émissions de télévision
- La BD "Ils brûlent", de Aniss El Hamouri en sélection officielle au Festival d'Angoulême dans Maghreb Orient Express sur TV5 Monde, présentation : Mohamed Kaci (3 min 44 s), 27 janvier 2023 Voir en ligne.

### Vidéographie
- [vidéo] « Aniss El Hamouri - Révélation BD 2018 - Atelier A / ADAGP », sur YouTube
- [vidéo] « Antipasti no 32 : rencontre avec Aniss El Hamouri », sur YouTube

### Émissions de radio
- Émission du 27 décembre 2017 : Aniss El Hamouri Radio Grandpapier de l'Université libre de Bruxelles, émission de 27 décembre 2017 (2 h 6 min 58 s).

### Podcasts
- Épisode 1 - Interview d'Aniss El Hamouri, illustrateur du panier Kilti de juin 2018 sur SoundCloud, interview de BahVoyons! (30 min 41 s), 2018.